# أودري هال
أودري هال (بالإنجليزية: Audrey Hall)‏ هي موسيقية جامايكية، ولدت في عقد 1940.

## وصلات خارجية
- أودري هال على موقع ميوزك برينز (الإنجليزية)
- أودري هال على موقع ديسكوغز (الإنجليزية)